# Charles Edward Jones
Charles Edward Jones (4. november 1952 – 11. september 2001) var amerikansk officer i United States Air Force, computerprogrammør, og astronaut.
Jones blev født i Clinton, Indiana, og blev uddannet fra Wichita High School East i 1970. Han modtog en bachelorgrad i 1974. Han gik ind i Manned Spaceflight Engineer-programmet i 1982, og skulle have været om bord på STS-71-B i december 1986, men missionen blev aflyst efter Challenger-ulykken i januar 1986. Han forlod programmet i 1987.
Edward Jones blev dræbt i en alder af 48 år under angrebene den 11. september 2001 om bord på American Airlines' flynummer 11, der styrtede ind i World Trade Center i New York.